# Luka Lovre Klarica
Luka Lovre Klarica (* 25. September 2001 in Zadar) ist ein kroatischer Handballspieler.

## Karriere

### Verein
Der 1,98 m große rechte Rückraumspieler wurde im Jahr 2018 für die zweite Mannschaft des kroatischen Rekordmeisters RK Zagreb verpflichtet und an den HRK Gorica ausgeliehen. Im August und September 2020 lief er erneut kurzzeitig für den HRK Gorica auf, so in der EHF European League 2020/21. Seitdem steht er wieder in Zagreb unter Vertrag. Mit den Hauptstädtern gewann er 2021, 2022, 2023, 2024 und 2025 die kroatische Premijer Liga sowie den kroatischen Pokal.

### Nationalmannschaft
Für die kroatische Nationalmannschaft bestritt Klarica bisher 38 Länderspiele, in denen er 86 Tore erzielte. Mit der kroatischen Auswahl nahm er an den Olympischen Spielen 2024 teil. Bei der Weltmeisterschaft 2025 warf Klarica acht Tore in fünf Partien und gewann mit Kroatien die Silbermedaille.